# 99匹目のサル
『99匹目のサル』（きゅうじゅうきゅうひきめのサル）は、日本のロックバンド、ザ・コレクターズ(THE COLLECTORS)のメジャー19作目のオリジナル・アルバム。

## 概要
前作『地球の歩き方』以来、約1年5ヶ月ぶりのオリジナル・アルバムである。
アルバムには「初回盤」と「通常盤」があり、ディスクジャケットが若干異なる。このアルバムの初回盤に限り、CDアルバムの他にDVDが収められており、ミュージック・ビデオが6本収録されている。
キャッチフレーズは、「すてたもんじゃないぜ！まだまだキミをワクワクさせるロックンロールがここにある。」
このアルバムのリリースに合わせて、やま磯とザ・コレクターズがコラボレーションし、ふりかけ「99匹目のさるかに合戦」が販売された。

## 収録曲

### CD
- 全曲作詞・作曲：加藤ひさし & 全曲編曲：吉田仁

1. 喜びの惑星
16ビートのダンス・チューン。前年にザ・コレクターズがライブで、同じく16ビートのダンス・ナンバー「がんばれG.I.Joe!」を演奏し、オーディエンスが盛り上がった。それを観ていた吉田仁が「今、コレクターズのファンが一番聴きたいのはああいう曲かもしれないよ。」と加藤に提案し書かれた曲。当初はシングルの候補曲になっていた。[2]
2. 未来地図
19thシングル。 フジテレビ系「生田くん、ハイ!」11月度エンディング・テーマ。
3. プロポーズソング
加藤曰く、「これまでやってこなかったことを提示して、もう52歳になった俺でもこんな曲が歌えるんだ、ということを示していきたい」として作られた曲。「あんな顔から火が出るような歌詞のラヴ・ソングを今まで絶対書けなかったよね。」と語る。[2]
ミュージック・ビデオでは、チャペルの中でメンバーが演奏している。映像は、YouTubeの日本コロムビア公式チャンネルで視聴可能。
4. 99匹目のサル
加藤が「百匹目の猿現象」に触発されて書いた曲。この現象は、幸島に棲息する猿の一頭がイモを洗って食べるようになり、同行動を取る猿の数がしきい値である100匹目を超えたとき、その行動が群れ全体に広がり、接触のない猿にまでこの行動が見られるようになったことから、「ある行動、考えなどが、ある一定数を超えると、これが接触のない同類の仲間にも伝播する」ことを意味する（実際には存在しない現象だと言われている）。加藤はこの事から、「まだみんなの一つの大きな力となって爆発はしていないけど、もうちょっと頑張れ、もう少しで時代が変わるから！ってことを伝えている曲」と語る。[2]
5. 誰にも負けない愛の歌
18thシングル。加藤曰く、ライブを意識した歌で、オーディエンスで歌えるようにメロディやリフを作ったという。[2]
6. オスカーは誰だ!
加藤はこの曲について、「騙して騙して演じきって死んでいく人生もいいんじゃない？そういう男の身勝手さみたいなのがこの曲に現れているかもしれない」と語る。[2]
7. ドーナツソング
ラブソング。加藤曰く「ティーンエイジ・ラヴな曲」。[2]
8. ごめんよリサ
メイン・ボーカルは古市コータロー。加藤が古市に、ベイ・シティ・ローラーズのEric Faulkner（英語版）が歌った「バック・オン・ザ・ストリート」のような曲を書くように頼まれ作った曲。[2]
9. 残像恋人
読み方はざんぞうらばー。当初の仮タイトルは「伝言ゲーム」で、歌詞の内容も全く違った。[2]
10. 雨と虹
イントロがアカペラで始まり、Aメロのようなフレーズが2つある構成である。
11. 電気を作ろう!
近年、東日本大震災を機に脱原発を訴えてきた加藤にとって、この曲の歌詞はかなりストレートである。加藤は、「これ以上わかりやすくストレートな歌詞なんてないよ。これでわからないなんて言われたら、もうわからなくていいです…としか言えなくなっちゃうよ！」と語る。[2]
12. COME ON LET'S GO!
アルバムのラスト・チューン。当初はアルバムの1曲目にしようと考えていた。[2]

### DVD（初回盤限定）
- 黒字は楽曲名。

1. プロポーズソング（ミュージック・ビデオ）
2. 99匹目のサル（ミュージック・ビデオ）
3. COME ON LET'S GO!（ミュージック・ビデオ）
4. オスカーは誰だ!（ミュージック・ビデオ）
5. 未来地図（ミュージック・ビデオ）
6. 誰にも負けない愛の歌（ミュージック・ビデオ）

## タイアップ
- 未来地図 - フジテレビ系「生田くん、ハイ!」11月度エンディング・テーマ
- プロポーズソング - フジテレビ系「魁!音楽番付Eight」2013年1月～3月度エンディング・テーマ